# Theta Aquilae
Theta Aquilae (θ Aql / 65 Aquilae / HD 191692) es una estrella binaria en la constelación del Águila. Recibe el nombre, rara vez utilizado, de Tseen Foo, derivado del mandarín 天桴 tiānfú, que significa «la balsa celestial». De magnitud aparente +3,24, se encuentra a 287 años luz del sistema solar.
Catalogada como gigante de tipo B9.5III, Theta Aquilae es una binaria espectroscópica con un período orbital de 17,123 días. Sus componentes se hallan demasiado próximas para ser resueltas mediante telescopio, pero su duplicidad ha sido confirmada por interferometría. 
Asumiendo que la temperatura medida de 10.800 K corresponde a ambas componentes, la más brillante de las dos tiene una luminosidad 370 veces mayor que la del Sol, un radio de 5,5 radios solares y una masa de 3,7 masas solares. La componente menos brillante es 90 veces más luminosa que el Sol, con un radio de 2,7 radios solares y una masa de 2,8 masas solares. Estos parámetros indican que mientras la estrella principal es una subgigante, su compañera claramente no ha abandonado aún la secuencia principal. Tienen una edad aproximada de 200 millones de años.
La distancia media entre ambas estrellas se sitúa entre 0,24 y 0,28 UA, si bien la excentricidad de la órbita hace que la separación oscile entre 0,10 y 0,39 UA. A diferencia de muchas estrellas de tipo B, Theta Aquilae presenta una elevada metalicidad, un 60% superior a la del Sol.